# Lauren Cholewinski
Lauren Cholewinski (ur. 15 listopada 1988 w Pineville, Karolina Północna, Stany Zjednoczone) – amerykańska łyżwiarka szybka polskiego pochodzenia.
Startowała na Igrzyskach w Vancouver. W biegu na 500 metrów zajęła 30. miejsce.